# Chałków
Chałków – wieś w Polsce położona w województwie śląskim, w powiecie kłobuckim, w gminie Lipie.
Do końca 2015 roku, miejscowość była częścią wsi Albertów.
W latach 1975–1998 miejscowość administracyjnie należała do województwa częstochowskiego.